# キンララBK5駅
キンララBK5駅（マレー語:Stesen Kinrara BK 5）は、マレーシアセランゴール州プチョンにある、ラピドKLスリ・プタリン線の駅。駅番号は「SP22」。

## 歴史
- 2013年 - スリ・プタリン線のスリ・プタリン駅（英語版）から先、キンララ（英語版）地区までの延伸がLRT Extension Project (LEP)により開始される。
- 2015年10月31日 - スリ・プタリン線の延伸区間1期の終点として開業[1][2]。

## 駅構造
ブキッ・ジャミル・ハイウェイ上に相対式ホーム2面2線をもつ高架駅である。エスカレーター・エレベーターの設備がある。

### のりば
| 1 | 4 スリ・プタリン線 | バンダル・タシッ・スラタン、チャン・ソウ・リン、スントゥル・ティモール方面 |
| 2 | 4 スリ・プタリン線 | プチョン・プリマ、プトラ・ヘイツ方面                                       |

## 駅周辺
- エイト・キンララ
- ジャイアントハイパーマーケット（英語版） バンダル・キンララ[3]
- キンララ・アカデミー・オーバル（英語版）
- 国立バンダル・キンララ第一高等学校（マレー語版）
- 国立バンダル・キンララ第四高等学校（マレー語版）
- 国立バンダル・キンララ第一学校（マレー語版）
- キンララゴルフクラブ

## 隣の駅
ラピドKL
4 スリ・プタリン線
アラム・ステバ駅 (SP21) - キンララBK5駅 (SP22) - IOIプチョン・ジャヤ駅 (SP24)